# Dave Archibald
David John „Dave“ Archibald (* 14. April 1969 in Chilliwack, British Columbia) ist ein ehemaliger kanadischer Eishockeyspieler und -trainer, der im Verlauf seiner aktiven Karriere zwischen 1983 und 2000 unter anderem 328 Spiele für die Minnesota North Stars, New York Rangers, Ottawa Senators und New York Islanders in der National Hockey League (NHL) auf der Position des rechten Flügelstürmers bestritten hat. Seine größten Karriereerfolge feierte Archibald, der in der Saison 1996/97 kurzzeitig bei den Frankfurt Lions in der Deutschen Eishockey Liga (DEL) unter Vertrag stand, im Trikot der kanadischen Nationalmannschaft mit den Silbermedaillengewinnen bei der Weltmeisterschaft 1991 und den Olympischen Winterspielen 1992.

## Karriere
Archibald begann seine Karriere als Eishockeyspieler bei den Portland Winter Hawks, für die er von 1983 bis 1987 in der kanadischen Juniorenliga Western Hockey League (WHL) aktiv war. Am Ende der Saison 1986/87 erhielt er die Brad Hornung Trophy als sportlich fairster Spieler der Western Conference der WHL. Anschließend wurde er im NHL Entry Draft 1987 in der ersten Runde als insgesamt sechster Spieler von den Minnesota North Stars aus der National Hockey League (NHL) ausgewählt. Seine Juniorenkarriere schloss der Flügelspieler mit insgesamt 227 Einsätzen ab, in denen er 233 Scorerpunkte sammelte.
Für die North Stars gab der Flügelspieler in der Spielzeit 1987/88 sein Debüt in der NHL. In seinem Rookiejahr erzielte er in 78 Spielen 13 Tore und 20 Vorlagen, ehe er nach etwas mehr als zwei Jahren in der Organisation im November 1989 im Tausch gegen Jayson More an die New York Rangers abgegeben wurde. In der Saison 1989/90 absolvierte er insgesamt 19 Spiele in der NHL für die New York Rangers, verbrachte jedoch den Großteil der Spielzeit bei deren Farmteam, den Flint Spirits, in der International Hockey League (IHL). Für die Zeit vom Sommer 1990 bis zum Frühjahr 1992 ließ sich Archibald vom kanadischen Eishockeyverband Hockey Canada rekrutieren und spielte für die Auswahlmannschaft des Verbands, die sich auf die Olympischen Winterspiele 1992 in Albertville vorbereitete. Die Spielzeit 1991/92 beendete der Kanadier beim HC Bozen in der italienischen Serie A1.
Im Sommer 1992 kehrte Archibald nach Nordamerika zurück und begann die Saison beim den Binghamton Rangers, einem Farmteam der New York Rangers, bei denen er weiterhin unter Vertrag stand, in der American Hockey League (AHL). Im November 1992 wurde der Angreifer im Tausch für ein Fünftrunden-Wahlrecht im NHL Entry Draft 1993 an die neu gegründeten Ottawa Senators abgegeben. Er war dort insgesamt vier Spielzeiten lang aktiv. In seinem letzten Jahr bei den Senators spielte er parallel in 19 Partien für das IHL-Team Utah Grizzlies. Die Saison 1996/97 begann der Kanadier bei den New York Islanders, die ihn als Free Agent verpflichtet hatten. Nach sieben punktlosen Einsätzen in der NHL wurde er von den Frankfurt Lions aus der Deutschen Eishockey Liga (DEL) verpflichtet. Für die Hessen erzielte er in insgesamt 43 Spielen 36 Scorerpunkte, davon 14 Tore.
Von 1997 bis 1999 spielte je ein Jahr lang in der IHL für die San Antonio Dragons sowie sein Ex-Team Utah Grizzlies. Die Saison 1999/2000 begann der Olympiateilnehmer von 1992 beim Linköping HC in der schwedischen Elitserien. Dort löste er seinen Vertrag im Februar 2000 vorzeitig auf, um erneut zu den Utah Grizzlies in die IHL zu wechseln. Am Saisonende beendete er seine Karriere im Alter von 31 Jahren. In der Saison 2009/10 war Archibald kurzzeitig als Assistenztrainer für die Chilliwack Bruins aus der Juniorenliga Western Hockey League unter Cheftrainer Marc Habscheid tätig.

### International
Für Kanada nahm Archibald an den Olympischen Winterspielen 1992 im französischen Albertville teil, bei denen er mit seiner Mannschaft die Silbermedaille gewann. Er selbst wurde mit sieben Treffern zusammen mit drei weiteren Spielern bester Torschütze des Turniers. Zuvor hatte er bereits bei der Weltmeisterschaft 1991 in Finnland mit den Kanadiern die Silbermedaille gewonnen.

## Erfolge und Auszeichnungen
- 1987 Brad Hornung Trophy

### International
- 1991 Silbermedaille bei der Weltmeisterschaft
- 1992 Silbermedaille bei den Olympischen Winterspielen
- 1992 Bester Torschütze der Olympischen Winterspiele (gemeinsam mit Nikolai Borschtschewski, Andrei Chomutow und Teemu Selänne)

## Karrierestatistik

### International
Vertrat Kanada bei:
- Weltmeisterschaft 1991
- Olympischen Winterspielen 1992

(Legende zur Spielerstatistik: Sp oder GP = absolvierte Spiele; T oder G = erzielte Tore; V oder A = erzielte Assists; Pkt oder Pts = erzielte Scorerpunkte; SM oder PIM = erhaltene Strafminuten; +/− = Plus/Minus-Bilanz; PP = erzielte Überzahltore; SH = erzielte Unterzahltore; GW = erzielte Siegtore; 1 Play-downs/Relegation; Kursiv: Statistik nicht vollständig)